# 刘永顺
刘永顺（1941年—2015年1月25日），河北望都人，中华人民共和国政治人物。
1967年9月，毕业于清华大学无线电系多路通讯专业，后供职于四川省东方锅炉厂，曾任自贡市委副书记、书记，四川省政协办公厅主任，四川省政协秘书长、四川省人大常委会副主任。2015年1月25日去世。